# Neocancilla
Neocancilla is een geslacht van weekdieren uit de klasse van de Gastropoda (slakken).

## Soorten
- Neocancilla antoniae (H. Adams, 1870)
- Neocancilla arenacea (Dunker, 1852)
- Neocancilla armonica (T. Cossignani & V. Cossignani, 2005)
- Neocancilla baeri Turner & Cernohorsky, 2003
- Neocancilla circula (Kiener, 1838)
- Neocancilla clathrus (Gmelin, 1791)
- Neocancilla daidaleosa B. Q. Li & X. Z. Li, 2005
- Neocancilla hartorum Poppe, Salisbury & Tagaro, 2015
- Neocancilla hebes (Reeve, 1845)
- Neocancilla hemmenae Salisbury & Heinicke, 1993
- Neocancilla kayae Cernohorsky, 1978
- Neocancilla latistriata Herrmann & Salisbury, 2012
- Neocancilla papilio (Link, 1807)
- Neocancilla pretiosa (Reeve, 1844)
- Neocancilla rikae Guillot de Suduiraut, 2004
- Neocancilla takiisaoi (Kuroda, 1959)
- Neocancilla waikikiensis (Pilsbry, 1921)